# Ana Lúcia Merege
Ana Lúcia Merege (Rio de Janeiro, 11 de fevereiro de 1969) é uma escritora carioca do gênero fantasia, com obra voltada para o público infantojuvenil.

## Formação
Merege graduou-se em Biblioteconomia pela UNIRIO. Em 2000, obteve grau de mestra em Ciência da Informação pela UFRJ. Atua no setor de manuscritos da Biblioteca Nacional.

## Prêmios
Em 2017, Merege foi duplamente agraciada com o Prêmio Argos, vencendo na categoria Melhor antologia por Medieval : Contos de uma Era Fantástica (organizada em parceria com o escritor Eduardo Kasse) e na categoria Melhor conto por "O Grande Livro do Fogo".
Em 2018, a coletânea Magos, organizada por ela, ganhou o Prêmio Argos. Seu conto "O Ouro de Tartessos" ficou em terceiro lugar na categoria Melhor conto. A autora recebeu ainda o Troféu Semeador de Livros, outorgado pelo Pegaí Leitura Grátis, projeto de disseminação de leitura com sede em Ponta Grossa, no Paraná.
Em 2019, seu livro Orlando e o Escudo da Coragem recebeu o Prêmio Odisseia da Literatura Fantástica na categoria Melhor narrativa longa juvenil. Em 2020, a antologia Duendes, organizada por Merege, recebeu o Prêmio Le Blanc. Em 2021, Jack London e a Criatura de Salmon Pond, de Merege e Allana Dilene, ganhou o Prêmio ABERST Marcos Rey de Narrativa Infanto-Juvenil . No mesmo ano, Merege ganhou o Prêmio Argos na categoria Melhor conto por "Vovó Nevasca". 
Em 2023, Merege ganhou dois prêmios Argos, nas categorias Coletânea (por Os Pilares de Melkart, composta por cinco contos da autora) e Melhor conto ("Jogo do Destino"). 

## Obras
- A História do Livro: marcos e transformações (Fundação Biblioteca Nacional)
- Os Contos de Fadas: origens, história e permanência no mundo moderno (Editora Claridade)
- O Castelo das Águias (Editora Draco)
- A Ilha dos Ossos (Editora Draco)
- A Fonte Âmbar (Editora Draco)
- Excalibur: Histórias de reis, magos e távolas redondas (Editora Draco)
- Anna e a Trilha Secreta (Editora Draco)
- O Tesouro dos Mares Gelados (Editora Draco/Projeto Pegaí))
- Orlando e o Escudo da Coragem (Editora Draco)
- Pão e Arte (Editora Escrita Fina)
- Medieval : Contos de uma Era Fantástica - organizadora com Eduardo Kasse (Editora Draco)
- Magos: Histórias de feiticeiros e mestres do oculto (Editora Draco)
- Contos Fantásticos de Avós Extraordinários (Editora Draco/Projeto Pegaí)
- Duendes - Contos sombrios de reinos invisíveis - organizadora (Editora Draco)
- O Caçador (Editora Draco)
- Jack London e a Criatura de Salmon Pond - com Allana Dilene (Editora Draco)
- Contos de Fadas Sombrios - organizadora (Editora Draco)
- Os Pilares de Melkart (Editora Draco)